# Bataille des Plaines d'Abraham
Pour les articles homonymes, voir Bataille de Québec.
Guerre de Sept Ans
Batailles
- Minorque (navale) (1756)
- Pirna (1756)
- Lobositz (1756)
- Reichenberg (1757)
- Prague (1757)
- Kolin (1757)
- Hastenbeck (1757)
- Gross-Jägersdorf (1757)
- Moys (1757)
- Rochefort (1757)
- Rossbach (1757)
- Breslau (1757)
- Leuthen (1757)
- Carthagène (navale) (1758)
- Olomouc (1758)
- Saint-Malo (1758)
- Rheinberg (1758)
- Krefeld (1758)
- Domstadl (1758)
- Cherbourg (1758)
- Zorndorf (1758)
- Saint-Cast (1758)
- Tornow (1758)
- Lutzelberg (1758)
- Hochkirch (1758)
- Bergen (1759)
- Kay (1759)
- Minden (1759)
- Kunersdorf (1759)
- Neuwarp (navale) (1759)
- Hoyerswerda (1759)
- Baie de Quiberon (navale) (1759)
- Maxen (1759)
- Meissen (1759)
- Glatz (1760)
- Landshut (1760)
- Corbach (1760)
- Emsdorf (1760)
- Dresde (1760)
- Warburg (1760)
- Liegnitz (1760)
- Rhadern (1760)
- Berlin (1760)
- Kloster Kampen (1760)
- Torgau (1760)
- Belle-Île (1761)
- Langensalza (1761)
- Cassel (1761)
- Grünberg (1761)
- Villinghausen (1761)
- Ölper (1761)
- Kolberg (1761)
- Wilhelmsthal (1762)
- Burkersdorf (1762)
- Lutterberg (1762)
- Reichenbach (1762)
- Almeida (1762)
- Valencia de Alcántara (1762)
- Nauheim (1762)
- Vila Velha de Ródão (1762)
- Cassel (1762)
- Freiberg (1762)

- Jumonville Glen (1754)
- Fort Necessity (1754)
- Fort Beauséjour (1755)
- 8 juin 1755
- Monongahela (1755)
- Petitcoudiac (1755)
- Lac George (1755)
- Fort Bull (1756)
- Fort Oswego (1756)
- Kittanning (1756)
- En raquettes (1757)
- Pointe du Jour du Sabbat (1757)
- Fort William Henry (1757)
- German Flatts (1757)
- Lac Saint-Sacrement (1758)
- Louisbourg (1758)
- Le Cran (1758)
- Fort Carillon (1758)
- Fort Frontenac (1758)
- Fort Duquesne (1758)
- Fort Ligonier (1758)
- Québec (1759)
- Fort Niagara (1759)
- Beauport (1759)
- Plaines d'Abraham (1759)
- Sainte-Foy (1760)
- Neuville (1760)
- Ristigouche (navale) (1760)
- Mille-Îles (1760)
- Signal Hill (1762)

- Cap-Français (1757)
- Martinique (1759)
- Guadeloupe (1759)
- Dominique (1761)
- Martinique (1762)
- Cuba (1762)

- Chandernagor (1757)
- Plassey (1757)
- Gondelour (1758)
- Négapatam (navale) (1758)
- Condore (1758)
- Madras (1758)
- Pondichéry (navale) (1759)
- Masulipatam (1759)
- Chinsurah (1758)
- Wandiwash (1760)
- Pondichéry (1760-1761)
- Manille (1762)

- Saint-Louis (1758)
- Gorée (1758)
- Gambie

La bataille des Plaines d'Abraham s'est déroulée le 13 septembre 1759 pendant la guerre de la Conquête à Québec, en Nouvelle-France.
Elle opposa les Français, défendant la ville assiégée, aux Britanniques, attaquants, et se solda par la victoire de ces derniers et la mort des deux généraux commandant la bataille, Montcalm et Wolfe. Elle marque le début de la Conquête britannique du Canada en Nouvelle-France.

## Contexte
La bataille de Beauport, une tentative britannique de mettre à terre 4 000 hommes sur la rive nord du fleuve vis-à-vis de la chute Montmorency, à l'est de Beauport, échoue le 31 juillet 1759.
La bataille des Plaines d'Abraham se déroule le 13 septembre dans le cadre du siège de Québec qui débute le 26 juin avec l'arrivée, devant la ville, de la flotte britannique du vice-amiral Charles Saunders, parti de Louisbourg le 4 juin.
La flotte comprend 49 navires de guerre armés de 1 944 canons et ayant à leur bord 13 500 membres d'équipage. La force de débarquement consiste en une armée de 8 500 soldats britanniques (7 030 réguliers britanniques, 1 280 réguliers des colonies) et plusieurs pièces d'artillerie.

## Avant la bataille

### Le blé de Montréal
Les provisions de vivres entreposées à Québec commencent à manquer à la fin du mois de juillet. Il devient donc nécessaire d'entamer les réserves de l'entrepôt de Batiscan à environ 100 km à l'ouest de Québec. Pour éviter l'escadre commandée par le contre-amiral Charles Holmes, le munitionnaire Joseph-Michel Cadet fait transporter sept cents barils de farine et de lard salé sur le Chemin du Roy. Les 271 chariots du convoi qui partent de Batiscan le 24 juillet sont conduits par des femmes, des enfants et des vieillards sous escorte. Le ravitaillement arrive à destination le 1er août. Un deuxième convoi livré par voie terrestre part le 10 août et arrive le 18 août. Cependant, le chemin est mauvais en raison des fortes pluies et le transport terrestre est abandonné car il est jugé trop lent. Malgré le risque, on décide de transporter les vivres par bateaux sur le Saint-Laurent. Le dernier ravitaillement de provisions en provenance des entrepôts de Batiscan arrive à Québec en deux convois transportés par bateaux les 23 et 24 août. Les réserves de vivres suffiront pour tenir jusqu'à la mi-septembre. Les entrepôts de Batiscan sont alors vides et il faut se tourner vers la nature. Les campagnes de Québec ayant été ravagées par les soldats britanniques, les colons français se dirigent vers Montréal.
La récolte de blé de 1759 est excellente dans Montréal, mais tous les hommes sont au front et il n'y a pratiquement plus que des enfants, des femmes et des vieillards pour la récolte. Le gouverneur de Montréal dépêche un détachement de 600 miliciens stationnés à La Prairie pour aider aux moissons. François Gaston de Lévis ajoute 300 miliciens et 100 membres réguliers provenant de ses troupes et exhorte la population des villes à soutenir l'effort de guerre en allant aider aux champs. Le 18 août, Vaudreuil ordonne d'omettre de bluter la farine pour accélérer la production et éviter toute perte.
Le 28 août, Louis-Joseph de Montcalm fait réduire les rations de pain : un quart de moins aux soldats et milices et moitié moins aux civils. Cette décision permettra aux vivres de durer cinq jours de plus. Le 29 août, un senau qui transporte du blé et de la farine de Montréal arrive là où l'attend Cadet, à 60 km de Québec. Il fait transborder la marchandise dans des bateaux de rivière qui partent immédiatement. Les bateaux sont attaqués par la Marine britannique le 31 août et l'équipage est forcé d'échouer les bateaux sur le rivage et de décharger les provisions. L'escadre de Holmes qui est postée au large de Pointe-aux-Trembles (aujourd'hui Neuville) empêche le convoi d'avancer. Cependant, dès les premiers jours de septembre, les vaisseaux britanniques sont redéployés et Cadet a la voie libre jusqu'à Cap-Rouge (à 10 km de Québec). Les premiers bateaux y arrivent le 7 septembre. D'autres bateaux viennent les rejoindre le 9 septembre. Cadet fait radouber les bateaux le lendemain et ils sont prêts à effectuer les derniers 10 km du trajet deux jours plus tard.
Bougainville, responsable des avant-postes à l'ouest de Québec et commandant d'une « colonne volante » près de Cap-Rouge, reçoit l'ordre du gouverneur Pierre de Rigaud de Vaudreuil de voir à la protection des bateaux de Cadet. Ceux-ci doivent passer sur le fleuve dans le plus grand silence durant la nuit du 12 au 13 septembre. Bougainville transmet des ordres à cet effet aux avant-postes le long du fleuve entre Cap-Rouge et Québec.

### Le faux débarquement à Beauport
Il est environ 1 h du matin le 13 septembre lorsque les sentinelles postées sur la côte de Beauport entendent des bruits qui donnent à penser que des embarcations sont proches. Informé de cette possibilité, Montcalm met ses soldats sur le pied d'alerte et contacte Vaudreuil par l'intermédiaire d'un aide-de-camp. Vers 3 h, un canot revient de sa ronde et signale avoir vu des navires britanniques devant Beauport. On positionne alors un détachement de milice et un canon de campagne sur la grève. Un canot est envoyé en reconnaissance. Selon le capitaine Fiacre-François Potot de Montbeillard, c'est environ au moment du retour du canot que la ville de Québec transmet un signal d'alerte. Contrairement à toutes les autres fois précédentes, personne à Beauport n'accourt pour savoir ce qui se passe à l'ouest. L'historien Peter MacLeod suggère « qu'étant sur le qui-vive, [les Français] crurent peut-être que cette alerte les mettait en garde contre l'assaut même qu'ils appréhendaient déjà. »
Un peu avant l'aube, Montcalm et Montbeillard entendent des tirs d'artillerie semblant venir de Québec, en amont du fleuve. Les deux sont convaincus que les bateaux de Cadet ont été découverts. Ne recevant aucune communication, voyant le jour se lever et aucun vaisseau britannique à l'horizon, Montcalm renvoie ses soldats à leurs bivouacs.
L'armée a déjà déposé les armes lorsqu'un Canadien arrive à la course, affirme être le seul survivant du détachement commandé par Vergor près de l'Anse au Foulon : les Britanniques sont débarqués et sont maintenant en train de former leurs lignes de batailles sur les hauteurs de Québec. Montcalm et Monbeillard, en écoutant ce récit, n'en croient pas un mot.
Un autre Canadien rescapé de l'Anse au Foulon est intercepté par l'adjudant-général Pierre-André Gohin, comte de Montreuil, tout près du pont de bateaux de la rivière Saint-Charles. Montreuil prend le message au sérieux et ordonne immédiatement à deux détachements du régiment de Guyenne de marcher en direction de l'anse des Mères et d'attaquer l'ennemi, fort ou faible. Montreuil monte ensuite sur son cheval et va prévenir Montcalm.
Après 7 h, Montcalm et son aide-de-camp Johnstone, décident de quitter Beauport en direction du quartier général de Vaudreuil afin de connaître la cause des bruits de canons et de mousquets qu'ils entendent toujours en amont du fleuve.

### Le débarquement à l'Anse-au-Foulon

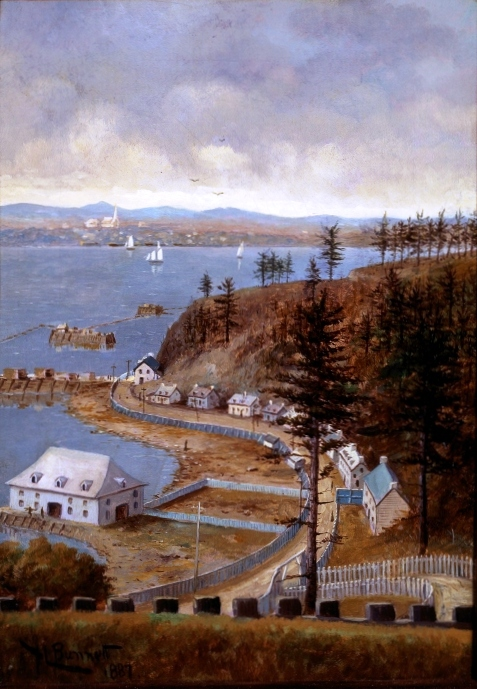
Anse au Foulon.

L'Anse-au-Foulon et l'Anse des Mères sont deux petites anses situées au pied de ravins le long desquelles se trouve un chemin et des coulées qui partent du haut de falaises de 55 mètres et qui descendent jusqu'au fleuve. En remontant le chemin, on atteint les plaines d'Abraham, dominées par les Buttes-à-Neveu, des collines hautes de 15 mètres situées sur le promontoire de Québec, à 20 minutes de marche de la ville de Québec.
Les deux anses sont reconnues comme de possibles lieux de débarquement par les défenseurs de la ville. En juillet, l'officier Lapause inspecte l'Anse-au-Foulon et juge qu'un simple abattis sur le chemin est insuffisant pour défendre le lieu. Il suggère plutôt un épaulement traversant le chemin de part en part. L'endroit demeure cependant sans véritable défense jusqu'au 19 juillet, lorsque des sentinelles françaises aperçoivent les quatre navires de guerre britanniques qui sont passés à l'ouest de Québec durant la nuit. Le matin du 20 juillet, quelque 1 200 miliciens et soldats réguliers de même que 200 cavaliers sont stationnés sur le promontoire de Québec. Le capitaine François-Marc-Antoine Le Mercier, ingénieur et commandant d’artillerie, est dépêché sur les lieux avec deux canons et un mortier qu'il utilise pour monter une batterie à Samos, à l'ouest de l'Anse-au-Foulon. La batterie est mise à l'essai le jour même et les artilleurs réussissent à toucher le HMS Squirrel. En septembre, la batterie comprend trois canons de 24 livres et un mortier de 13 pouces au service de 30 soldats du Régiment du Languedoc commandés par le capitaine François-Prosper de Douglas.
Le 7 août, le colonel Louis-Antoine de Bougainville est assigné à la défense de la rive nord entre Québec et la rivière Jacques-Cartier, zone qui comprend l'Anse-au-Foulon. Après l'évacuation du camp de Montmorency par les Britanniques, le 3 septembre, Montcalm envoie des renforts à Bougainville qui se retrouve au commandement de 2 200 hommes.
Le 12 septembre, 280 soldats gardent une série d'avant-postes entre l'Anse des Mères et la rivière du Cap-Rouge. Le capitaine Louis du Pont Duchambon de Vergor commande un avant-poste de 100 à 150 hommes à l'entrée du chemin qui descend vers l'Anse-au-Foulon et le fils d'un M. Lafontaine est à la tête de 15 ou 20 hommes à l'anse des Mères. Le chemin qui descend jusqu'à la grève est entravé à 35 mètres au-dessus du fleuve par un abattis et une tranchée.
Le général anglais James Wolfe sait que ces positions sont faiblement gardées et que le commandement français (particulièrement Montcalm) estime l'Anse-au-Foulon impraticable en raison de l'escarpement et du boisement de la rive. Il sait également, par la bouche d'un soldat français qui déserte le jour même de l'attaque, que le commandement français pense que les récents déplacements de ses troupes en amont du fleuve ont pour objectif la destruction des habitations et des campagnes de la région et non une tentative de débarquement du côté ouest de Québec. Le déserteur dit également à Wolfe que « […] Montcalm ne se laisserait pas convaincre d'abandonner ses positions […] », car il croit que la fleur de l'armée britannique se trouve toujours à l'est de Québec en dépit de l'évacuation de Montmorency.
À 21 h, les premiers soldats britanniques s'installent dans les barques à fond plat qui doivent les transporter jusqu'à l'Anse-au-Foulon. À 22 h, la lune apparaît dans le ciel et renverse le mouvement de la marée. Lorsque cette marée descendante atteint la vitesse de 2,4 nœuds, vers 2 h du matin, les barques remplies de soldats sont mises à l'eau. Les premières huit barques transportent 400 soldats de l'infanterie légère sous les ordres du lieutenant-colonel William Howe.
Vers 3 h, les huit premières barques atteignent le sloop HMS Hunter devant Sillery. Le capitaine William Adams du HMS Hunter informe les officiers aux commandes des barques que deux déserteurs français ont abordé son vaisseau quatre heures plus tôt. Les déserteurs ont fait savoir au capitaine que 19 bateaux de ravitaillement descendaient le fleuve en direction de Québec où ils étaient attendus. En réalité, Bougainville a annulé le transport des vivres plus tard dans la journée, mais il a omis d'en informer les avant-postes.
Ses informations s'avèrent très utiles lorsqu'un peu avant 4 h, les huit chalands passent devant les avant-postes de Samos et de l'Anse-au-Foulon. À Samos, le capitaine Douglas aperçoit les embarcations et un de ses soldats leur crie de s'identifier. D'après le compte-rendu d'un officier des troupes de la marine, Nicolas Renaud d'Avène des Méloizes, les Britanniques s'identifient correctement comme « 19 bateaux chargés de farine qui partent du Cap-Rouge. » Douglas les laisse passer et charge une estafette d'informer les sentinelles qui sont postées à l'est.
Lorsque les embarcations britanniques sont en vue de l'avant-poste au sommet du chemin qui descend jusqu'à l'Anse-au-Foulon, Vergor ordonne à un soldat de demander leur identification. La même réponse correcte est donnée, mais au même moment, ou peu après, Vergor constate que les embarcations ne poursuivent pas vers Québec : elles se dirigent vers la rive nord pour débarquer. Vergor ordonne alors à ses hommes de prendre leurs armes et d'attaquer. Tout de suite après, il écrit à Bernetz, qui commande la garnison de Québec en remplacement de Jean Baptiste Nicolas Roch de Ramezay, que l'ennemi effectue un débarquement à l'Anse au Foulon.
Tel que prédit par le capitaine régulateur James Chads, la marée pousse les embarcations de soldats plus loin que Wolfe l'avait prévu et ils touchent la rive un peu en aval de l'Anse-au-Foulon. Le chaland de tête, celui commandé par le lieutenant Gordon Skelly, touche à terre en premier. La montre de gousset du capitaine William DeLaune indique 4 h 07 lorsque son détachement de 24 soldats volontaires de l'infanterie légère met pied à terre.
Pendant que DeLaune et ses 24 soldats courent sur la grève en direction ouest pour rejoindre le chemin de l'anse près du ruisseau Saint-Denis, un autre groupe escalade la falaise pour surprendre Vergor par derrière. Cette escalade est menée par le lieutenant-colonel William Howe et Simon Fraser.
À peu près au moment où le deuxième groupe de barques, transportant la première vague de soldats, arrive à proximité de l'anse ou Foulon, les soldats français et canadiens postés au sommet des falaises tirent dans l'obscurité en direction des barques échouées sur la grève. L'artillerie de Samos entre en action peu de temps après.
Le bruit des canons, mortiers et peut-être des mousquets fournit le signal qu'attendait Samuel Holland pour lancer sa diversion à Sillery. La canonnière qu'il commande tire des boulets en direction du rivage. Peu de temps après le début de la diversion, un bâtiment britannique entre accidentellement en collision avec la canonnière, qui coule immédiatement et met une fin abrupte à la diversion.
Alors que les soldats de Vergor tirent toujours en direction des chalands, l'infanterie légère commandée par Howe, qui a réussi à escalader le promontoire sans se faire repérer (et déjouer une sentinelle ennemie grâce au français du capitaine Donald MacDonald du 78e régiment), tombe sur eux par-derrière et les cerne. Vergor ordonne à ses hommes de faire volte-face. Il est lui-même blessé d'une balle à la jambe et une autre à la main avant de se rendre prisonnier avec environ la moitié de ses troupes. L'autre moitié de ses hommes se replie sous le commandement du lieutenant de Vergor. Les soldats britanniques les poursuivent dans les champs de blé des plaines d'Abraham et finissent par les capturer presque tous. Ceux qui réussissent à s'échapper longent la falaise vers l'est où ils rejoignent des petits groupes de soldats qui continuent de tirer sur les embarcations en bas de celle-ci. On sait que deux Canadiens courent jusqu'au camp de Beauport.
Lorsque les 24 soldats de DeLaune arrivent en vue de la tranchée et de l'abattis qui entravent le chemin de l'anse, il n'y a plus personne à combattre. La montre de DeLaune indique 4 h 20 lorsqu'il rejoint Howe au sommet.
Le moment exact où la barque qui transporte le général James Wolfe arrive au lieu de débarquement n'est pas connu. Mais quand lui et son adjudant-général, le major Isaac Barré, mettent pied à terre à l'Anse au Foulon, des prisonniers et blessés français descendent des hauteurs par le chemin de l'anse.
Le soleil se lève à 5 h 34. Vers 6 h, les vaisseaux HMS Lowestoft, HMS Seahorse, HMS Squirrel, HMS Laurel et HMS Adventure rejoignent le HMS Hunter devant Sillery. La batterie de Samos atteint le HMS Squirrel avant d'être neutralisée par un détachement de grenadiers envoyé par Wolfe.
Il est environ 6 h lorsqu'il se met à pleuvoir. La pluie ne cesse que quelque 4 heures plus tard.

### Wolfe choisit le site de l'affrontement

Parc des Champs-de-Bataille à Québec.

Avec Samuel Holland et une escorte, Wolfe part à la reconnaissance des lieux, le promontoire de Québec, en vue de choisir un endroit propice à une bataille rangée façon européenne. Il choisit le terrain le plus plat des environs, celui situé au pied du versant ouest des Buttes-à-Neveu. Au-delà des buttes se trouve la ville de Québec. Au sud on rencontre des falaises qui donnent sur le fleuve et au nord, d'autres falaises, au bas desquelles se trouve la vallée de la rivière St-Charles.
Le terrain est fait de champs de blé suffisamment mûr pour la récolte et des pâturages couverts de trèfle blanc. Le sol des zones cultivées ou anciennement cultivées est inégal en raison des sillons de 30 centimètres de profondeur, tous les deux ou trois mètres d'intervalle. De plus, il est clôturé de palissades en quelques endroits.
Deux chemins traversent le terrain d'est en ouest. Le chemin le plus au sud, la Grande Allée, part de la porte Saint-Louis de la ville de Québec, à l'est, monte et descend les Buttes-à-Neveu, traverse les champs et poursuit vers l'ouest jusqu'à Sillery. L'autre chemin, dit chemin Sainte-Foy, plus au nord, débute à la porte Saint-Jean, contourne le versant nord des Buttes-à-Neveu, longe les plaines derrière une lisière boisée et poursuit vers l'ouest jusqu'à Sainte-Foy.

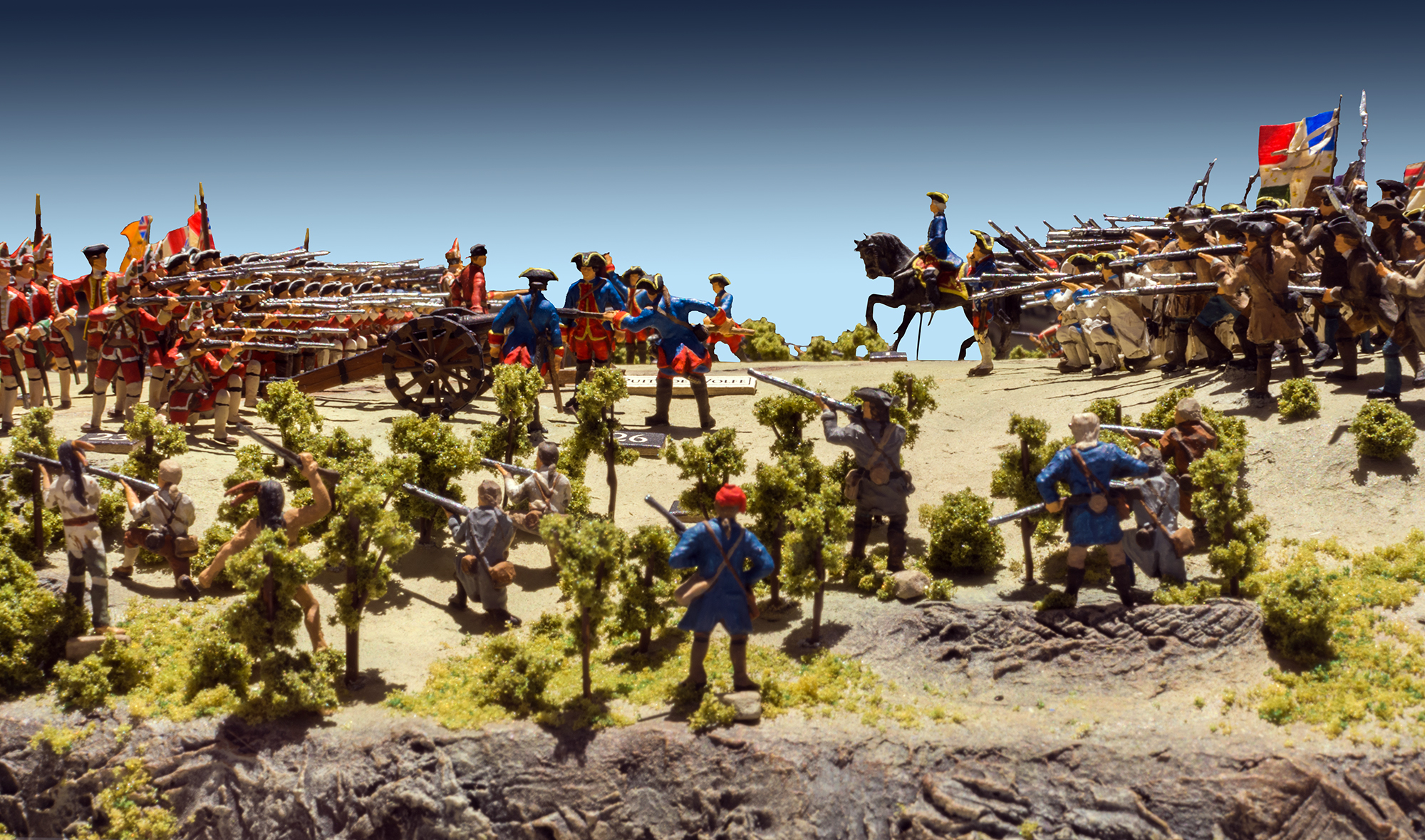
Maquette de la Bataille des Plaines d’Abraham dans Musée de la civilisation

Après avoir évalué le terrain, Wolfe revient à l'Anse au Foulon chercher son infanterie lourde et donner à son infanterie légère et ses grenadiers, qui en avaient fini avec les hommes de la batterie de Samos, la nouvelle tâche de s'assurer la mainmise sur le terrain qu'il a choisi pour la bataille. Il est alors environ 6 h.
Entre-temps, Bernetz avait répondu à l'ordonnance de Vergor en lui envoyant immédiatement un détachement et en alertant Beauport. Il est 5 h 45 lorsqu'il écrit à Vaudreuil pour lui transmettre l'intelligence qu'il a de la situation.
Quand le capitaine Jean-Baptiste-Paschal Magnan arrive à l'anse des Mères à la tête d'un détachement de 30 hommes, il ne voit aucun débarquement britannique, seulement que 20 Canadiens qui montent la garde. Il continue alors vers l'ouest jusqu'aux Buttes-à-Neveu, au sommet desquelles il aperçoit la ligne de bataille britannique en train de se former. Malgré l'évident surnombre de l'ennemi, il fonce dans l'espoir de ralentir la marche des soldats britanniques vers Québec. Il positionne quelques hommes au pied des Buttes-à-Neveu et en envoie un groupe prendre les maisons qui se trouvent le long du chemin Sainte-Foy au nord.
Un détachement du régiment de La Sarre, commandé par le capitaine Laurent François Lenoir de Rouvray, attaque également les soldats britanniques sur le champ de bataille. De Rouvray est blessé par balle et fait prisonnier.
L'infanterie légère britannique a tôt fait de déloger les hommes de Magnan des maisons et ces derniers doivent retraiter aux Buttes-à-Neveu. Là, les troupes de terre que Montreuil a envoyées plus tôt commencent à arriver. Au fur et à mesure que les troupes régulières arrivent, le lieutenant-colonel de Fontbonne les positionne en une ligne de bataille au pied du versant ouest des Buttes-à-Neveu, à environ 500 mètres de la ligne britannique.

## Déroulement de la bataille

### Formation des rangs de bataille

Plan de la bataille des Plaines d'Abraham, le 13 septembre 1759.

Wolfe fait débarquer 4 400 hommes à l'Anse au Foulon. Il forme une ligne de bataille principale comprenant 2 100 soldats. Les 2 300 hommes restants sont soit positionnés pour défendre ses flancs sud et nord, soit en attente ou alors affectés à la garde de l'anse.
Du nord au sud on compte les 58e, 78e, 47e, 28e régiments et les grenadiers de Louisbourg qui font directement face à la ligne française sur une longueur de 800 à 900 m. Les unités sont à une distance de 35 m l'une de l'autre et les soldats à un mètre l'un de l'autre, disposés en deux rangs, sauf le 78e, plus nombreux, sur trois rangs.
L'aile nord et l'aile sud ont chacune un canon de six livres. Le flanc nord est défendu par le 15e régiment et le bataillon des Royal Americans alors que celui au sud l'est par le 35e. Ces bataillons sont à angle droit par rapport à la ligne de bataille principale. Le troisième bataillon des Royal Americans occupe le flanc nord pendant un certain temps avant de retourner défendre l'Anse au Foulon.
Le 48e est positionné en attente derrière la ligne. Des soldats de l'infanterie légère protègent l'arrière de la ligne, à l'ouest et occupent deux maisons au nord, que leur conteste l'armée française pendant des heures sans jamais arriver à les reprendre.
Lorsqu'il arrive sur les plaines d'Abraham, Montcalm approuve les ordres du Brigadier Fontbonne et prend les commandes. Il envoie Magnan et Montreuil informer Vaudreuil et accélérer l'arrivée des troupes. Convaincu qu'il est impossible que Bougainville, qui commande la région, ne soit pas au fait de ce qui se passe et soit déjà en route, il ne prend pas la peine de lui envoyer un messager. Montcalm ordonne cependant à Bernetz de lui fournir cinq canons. La ligne française qui se déploie face à la ligne britannique, sur le versant ouest des Buttes-à-Neveu, est composée, du nord au sud, des régiments de La Sarre, du Languedoc, de Béarn, de Guyenne et du Royal-Roussillon. Les soldats sont disposés en rang de trois.
Des détachements des soldats réguliers des troupes de la marine et de la milice canadienne sont postés aux extrémités nord et sud de la ligne. Sur le flanc nord, l'adjudant-général Jean-Daniel Dumas commande l'unité mixte de 900 hommes, composée de troupes de la marine, de la milice de Québec et des guerriers autochtones, alors que le capitaine Louis-Frédéric Herbin commande 800 autres Franc-tireurs au sud.
Au total, l'armée comprend au moins 3 000 hommes et au plus 3 600. Après la bataille, George Townshend évalue la ligne de bataille de Montcalm à 1 900 hommes et les francs-tireurs des flancs nord et sud à 1 500, pour un total de 3 400. Vaudreuil rapporte qu'il y a au plus 3 000 combattants, de Lévis en compte 3 500 à 3 600 et l'intendant Bigot 3 500.
En se basant sur l'évaluation de Townshend, il faut conclure que l'armée britannique débarquée sur les plaines comprend environ 1 000 soldats de plus que l'armée française. Les deux lignes de bataille qui se font face sont comparables (2 100 contre 1 900) si l'on oublie le fait que Montcalm gonfle ses régiments par des hommes de milice, et que l'élite des réguliers se trouve avec Bougainville.

### La charge française

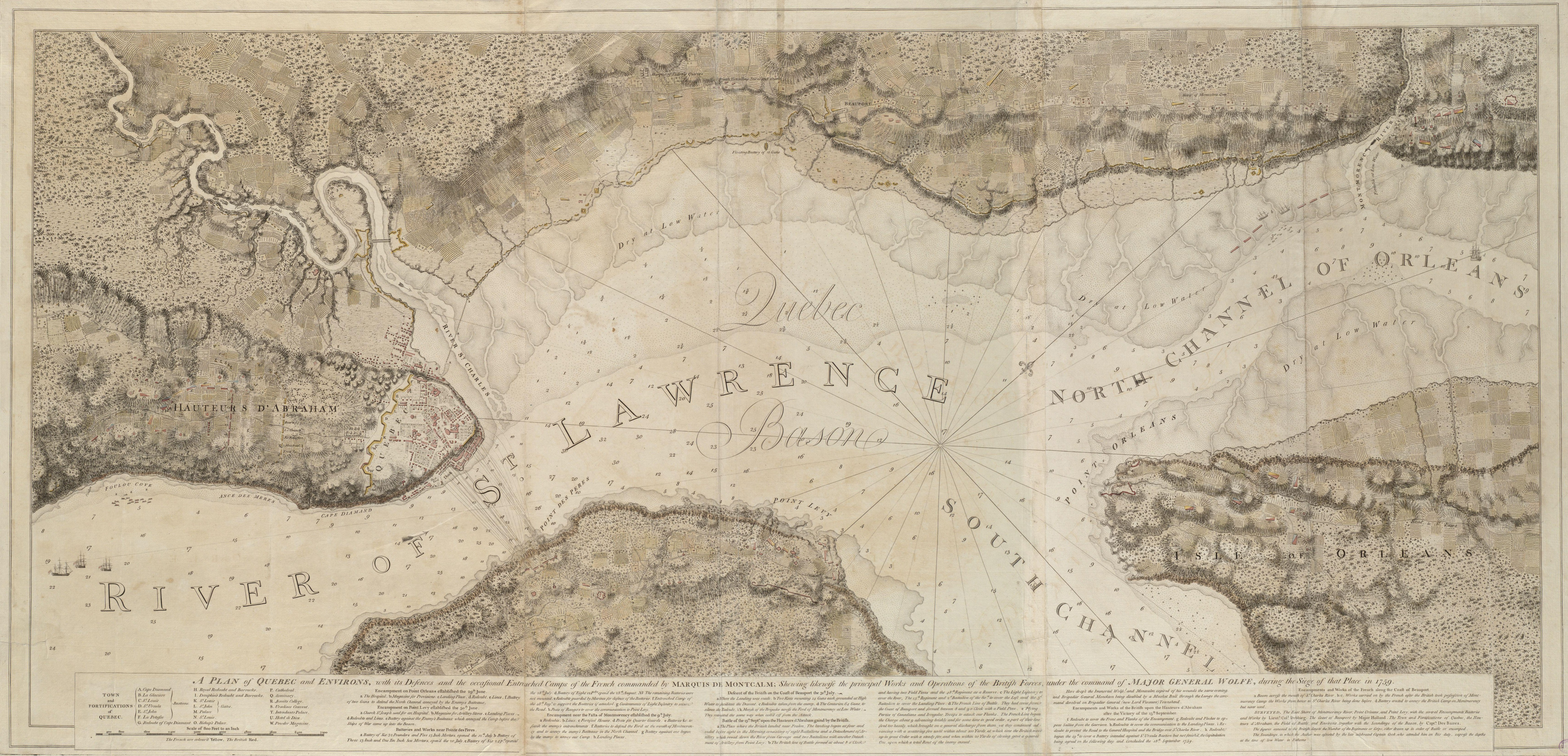
Siège de Québec 1759 par Des Barres

Lorsqu'à 10 h il prend la décision d'attaquer, Montcalm va à l'encontre des ordres de Vaudreuil, et des conseils de Montreuil et de Montbeillard, ses principaux officiers à ses côtés sur le terrain. Lorsque M. de Lévis dut se porter sur le haut Saint-Laurent pour protéger Montréal, Étienne-Guillaume de Sénezergues lui succéda comme officier en second de M. de Montcalm. Sur les plaines, son corps de troupes occupait la droite et le centre. Il tomba sur le champ de bataille, tué par une balle en tentant de rallier les troupes après la débandade des soldats. Fontbonne commande l'aile gauche des réguliers français. Montcalm, croit que s'il n'attaque pas au plus tôt, les Britanniques auront le temps de se retrancher. Dans les murs de Québec, 2 100 soldats réguliers de la marine, miliciens et matelots sont prêts à assurer la défense de la ville. Bougainville, à la tête de 2 100 soldats d'élite, miliciens et cavaliers, a quitté Cap-Rouge vers 8 h et marche vers l'est. Vaudreuil, qui a quitté le camp de Beauport à la tête de 1 500 hommes de la milice de Montréal, marche vers l'ouest. Montcalm se positionne à la tête des régiments de Guyenne et du Béarn et ordonne de battre la charge. Lorsque l'armée française commence à dévaler les Buttes-à-Neveu en direction des plaines, Wolfe se range à la droite des grenadiers de Louisbourg, juste à côté d'un soldat volontaire nommé James Henderson.
Le terrain que les soldats français descendent est couvert d'herbe longue et mouillée, de blé en pied, de ravins, de clôtures à enjamber, de flaques d'eau, etc. Rapidement, la ligne se défait en trois groupes. Un premier groupe d'environ 1 000 hommes, troupes de la marine, milice, régiments de La Sarre et de Languedoc, se dirige trop vers sa droite, soit vers l'extrémité nord de la ligne britannique. Juste au sud de ce premier groupe, un deuxième groupe, composé de 400 soldats des régiments du Béarn et de Guyenne et de miliciens, Montcalm à sa tête, marche à peu près dans la même direction. Le troisième groupe dévie trop sur sa propre gauche et fonce vers l'extrémité sud de la ligne ennemie. Le centre de la ligne britannique se trouve délaissé. Les groupes de soldats français avancent à des vitesses différentes; des soldats marchent plus vite que d'autres si bien que les rangs se désagrègent et prennent la forme de colonnes. Selon Malartic, qui marche avec le Béarn, à peine l'armée a-t-elle fait vingt pas en avant que la gauche prend du retard et le centre les devants.
Les premiers soldats français s'arrêtent à environ 120 mètres de la ligne adverse et tirent sur l'ennemi sans qu'aucun ordre soit donné. La distance qui les sépare des soldats britanniques est trop grande et cette première salve de mousquets n'a que peu d'impact. Arrivées au bout de leur course, les balles ont perdu presque toute leur énergie cinétique et rebondissent sur les habits rouges, n'infligeant au pire que des contusions. Les soldats britanniques ne ripostent pas. Les premiers soldats français à avoir rechargé leur arme foncent sur l'ennemi à nouveau et s'arrêtent cette fois à 25 ou 35 mètres de la ligne adverse. Pendant quelques minutes, les deux lignes se regardent sans tirer. Du côté français, cette pause permet aux hommes les plus en arrière de rattraper les plus en avant. Ils ne parviennent pas cependant à reformer leurs rangs initiaux et restent organisés en trois groupes compacts, deux à l'extrémité nord et l'autre au sud de la ligne britannique. Les 43e et 47e régiments, au centre de la ligne britannique, n'ont toujours pas d'ennemis en face d'eux.
C'est l'armée française qui rompt l'hésitation à tirer et envoie une première salve à une distance suffisamment rapprochée pour être mortelle. Ce faisant, les soldats français concèdent l'avantage aux soldats d'en face qui ont le temps de bien viser pendant que les autres rechargent leurs fusils.
Les officiers britanniques donnent enfin l'ordre de tirer la première salve. Au nord et au sud, les soldats tirent par division. Au centre, les 43e et 47e régiments s'avancent et tirent respectivement sur la gauche et sur la droite. Les deux lignes ennemies échangent le tir pendant au plus 15 minutes. À l'approche de l'infanterie française, les canons de York positionnés aux extrémités de la ligne britannique cessent de lancer des boulets, que l'on substitue pour de la mitraille. Les dernières décharges se font à l'aveuglette dans un immense nuage de fumée.
Le compte des pertes de la bataille rangée n'est pas connu. La réaction des troupes françaises ne laisse aucun doute que de leur point de vue, les troupes britanniques tombent moins vite que les leurs. Au nord, les soldats du Languedoc et de La Sarre se replient, suivis par ceux de la Guyenne et du Béarn. Le Royal-Roussillon bat aussi la retraite par la suite.

### La charge britannique
Alors que les troupes françaises se retirent dans le désordre, les Britanniques tirent leurs dernières balles, fixent leurs baïonnettes et se lancent à la poursuite de leurs adversaires. Dans le cas des Écossais du 78e, qui n'ont pas de baïonnettes, on jette plutôt les fusils au sol et on sort les épées claymores.
Sur le flanc nord, les soldats français et les miliciens canadiens qui ne courent pas assez vite, parce qu'ils sont blessés ou pour d'autres raisons, sont soit faits prisonniers ou, s'ils résistent, sont tués à coup d'épée. Le 78e régiment traverse les plaines, monte au sommet des buttes et les redescend sur le versant est jusqu'aux portes de la ville de Québec. Les 47e et 58e régiments chargent avec le 78e jusqu'au-delà des Buttes-à-Neveu. Il n'existe pas de compte-rendu précis des actions du 47e, mais il est rapporté que le 58e se sépare du 78e en chemin et poursuit un groupe de soldats français jusque dans le faubourg Saint-Jean.
Au sud, les 28e et 43e chargent jusqu'aux remparts de Québec, mais s'arrêtent dans leur course lorsqu'un canon leur jette de la mitraille.
Presque rendus dans la ville, les soldats du 78e se replient sur ordre de James Murray qui les dirige vers les Canadiens et Autochtones qui continuent de tirer sur l'ennemi de la lisière des bois au nord, dans les broussailles et bosquets autour de la Butte-à-Neveu. En effet, lorsque les troupes françaises retraitent, tous les hommes ne fuient pas jusqu'aux portes de Québec. D'après un officier des troupes de la marine :

« La déroute ne fut totale que parmi les troupes réglées. Les Canadiens, accoutumés à reculer à la manière des Sauvages (et des anciens Parthes) et à retourner ensuite à l'ennemi avec plus de confiance qu'auparavant, se rallièrent en quelques endroits et, à la faveur des petits bois dont ils étaient environnés, ils forcèrent différents corps à plier, mais enfin il fallut céder à la supériorité du nombre. »

Les miliciens canadiens insérés dans les rangs des soldats réguliers ont peu de chance dans un combat corps à corps contre leurs poursuivants, car ces derniers ont des baïonnettes et des épées alors qu'eux n'ont que des mousquets. La riposte au fusil est la seule option ou la fuite.
Lorsque les Britanniques donnent la charge, les francs-tireurs autochtones et canadiens commandés par Dumas sont toujours occupés à se battre contre le 15e régiment et l'infanterie légère commandés par Townshend. Ce dernier envoie le deuxième bataillon du 60e prendre la place laissée par le 78e et le 58e. Il espère par ce mouvement garder l'adversaire sur sa droite. Cependant, Dumas ordonne plutôt à ses hommes de se déplacer vers l'est jusqu'au coteau Sainte-Geneviève, en bas du versant nord des Buttes-à-Neveu, là où s'étaient ralliés plusieurs Canadiens. Derrière le coteau, plus au nord, il y a l'hôpital général et surtout les retranchements autour du pont qui croise la rivière St-Charles.

### Arrivée de Vaudreuil
En approchant du champ de bataille, Vaudreuil, qui est à la tête de deux bataillons de la milice de Montréal sur le chemin de Beauport à Québec, entend le vacarme des armes à feu. Il fait accélérer les chevaux tirant sa voiture, qui prennent les devants et lui font rejoindre la rivière St-Charles avant ses troupes. C'est là qu'il rencontre le major-général Montreuil à qui il ordonne de rallier ses troupes pour contre-attaquer. Montreuil, qui croit qu'il est temps de se retrancher de l'autre côté de la St-Charles, refuse d'obéir. Montbeillard est témoin de la scène, mais n'intervient pas.
Vaudreuil poursuit donc sa route seul jusqu'à Québec, traverse la ville et en ressort par la porte Saint-Louis. Il tente de rallier les soldats et les miliciens qui s'étaient réfugiés sous les canons des remparts. Avec le porte-étendard François-Marie Balthazara d'Albergati-Vezza, Vaudreuil rassemble 1 000 à 1 200 hommes, principalement des Canadiens, qui vont rejoindre les francs-tireurs sur les Buttes-à-Neveu.
Vaudreuil croit être en mesure de fournir du renfort à Dumas, car il pense que les compagnies de milice qui le suivaient arriveront incessamment. Mais elles n'arrivent jamais puisque Montreuil leur a donné l'ordre de s'arrêter au passage du pont de la St-Charles.
Lorsqu'il ordonne au 78e de se replier et d'attaquer l'ennemi sur le flanc nord, Murray envoie des hommes qui ont abandonné leurs fusils et brandissent des épées contre des francs-tireurs qui se positionnent derrière des arbres, ou se couchent dans les broussailles. Le régiment écossais subit de lourdes pertes et doit se replier à deux reprises. Lorsqu'il se lance à l'attaque la troisième fois, le 78e est aidé du 58e et du 2e bataillon des Royal Americans, dont les soldats portent toujours leur fusil. Pendant ce temps, plus au sud, les 28e et 43e régiments, commandés par le lieutenant-colonel Hunt Walsh (en) du 28e sont aux prises avec un autre groupe de francs-tireurs.
La fusillade qui oppose les deux camps dure environ 90 minutes. Les Britanniques finissent par repousser les Loyalistes français et les Autochtones vers la vallée de la St-Charles. Cependant, en forçant l'ennemi à reculer dans cette direction, les Britanniques se rapprochent des canons des navires français échoués délibérément dans la rivière St-Charles. Ils se replient donc sur le coteau Sainte-Geneviève.
Il est environ 12 h quand cessent les hostilités.

### Arrivée de Bougainville
Approchant du lieu de débarquement britannique, Bougainville envoie un détachement d'une centaine de volontaires reprendre la batterie de Samos et l'Anse au Foulon. L'opération est un échec et les Britanniques font de nombreux prisonniers.
Townshend, qui hérite du commandement de l'armée britannique après la mort de Wolfe, vient juste de rassembler ses soldats sur les plaines d'Abraham lorsque la brigade de Bougainville arrive en vue des lieux. Townshend ordonne au 35e et au 48e régiments de marcher à sa rencontre avec les deux canons de York. Les deux camps s'échangent des coups de feu, mais lorsque Bougainville apprend que l'autre armée française a été défaite, il ordonne à ses troupes de se replier et envoie demander les ordres de Vaudreuil.

### Bilan des pertes

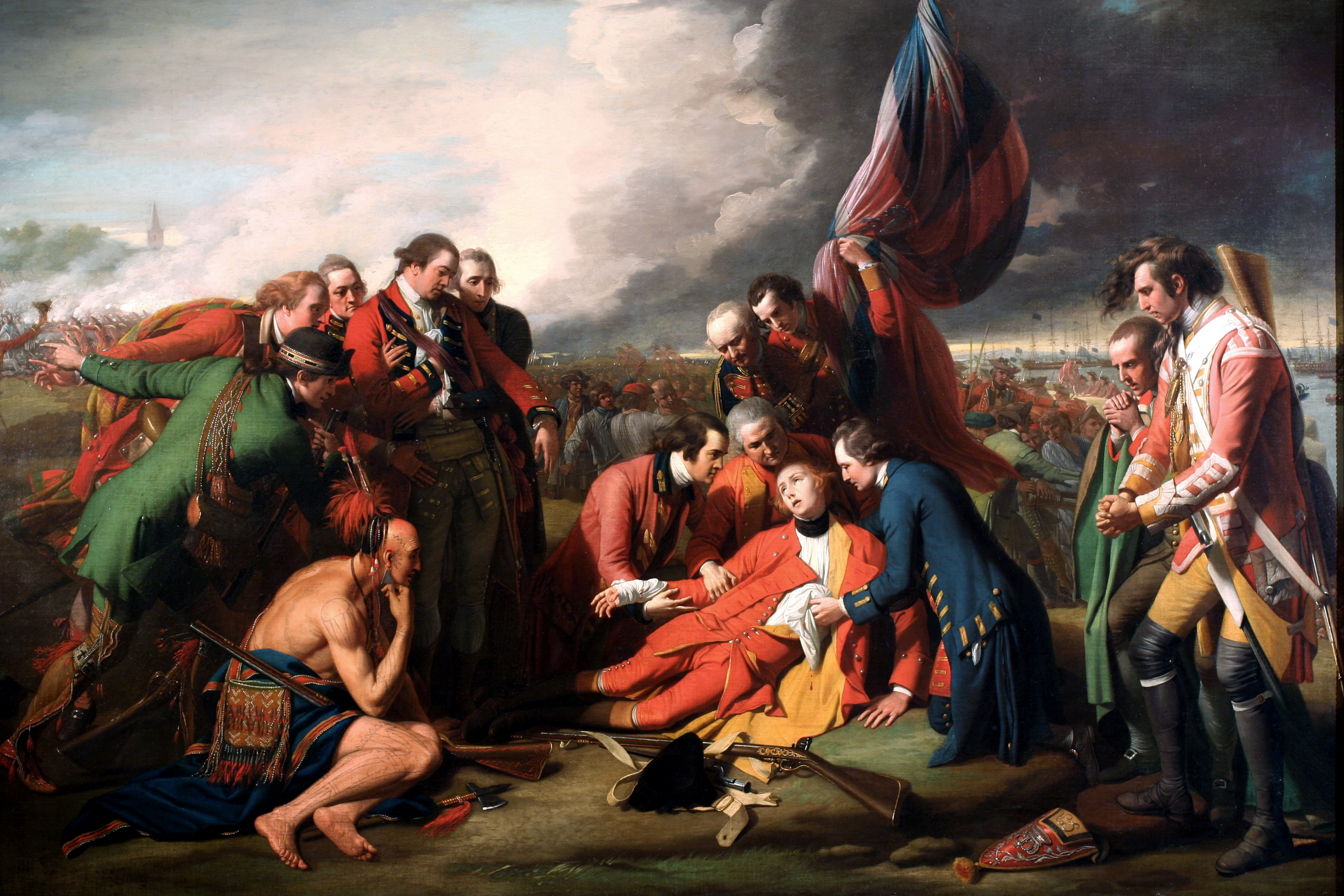
La Mort du général Wolfe
huile sur toile de Benjamin West, 1770.

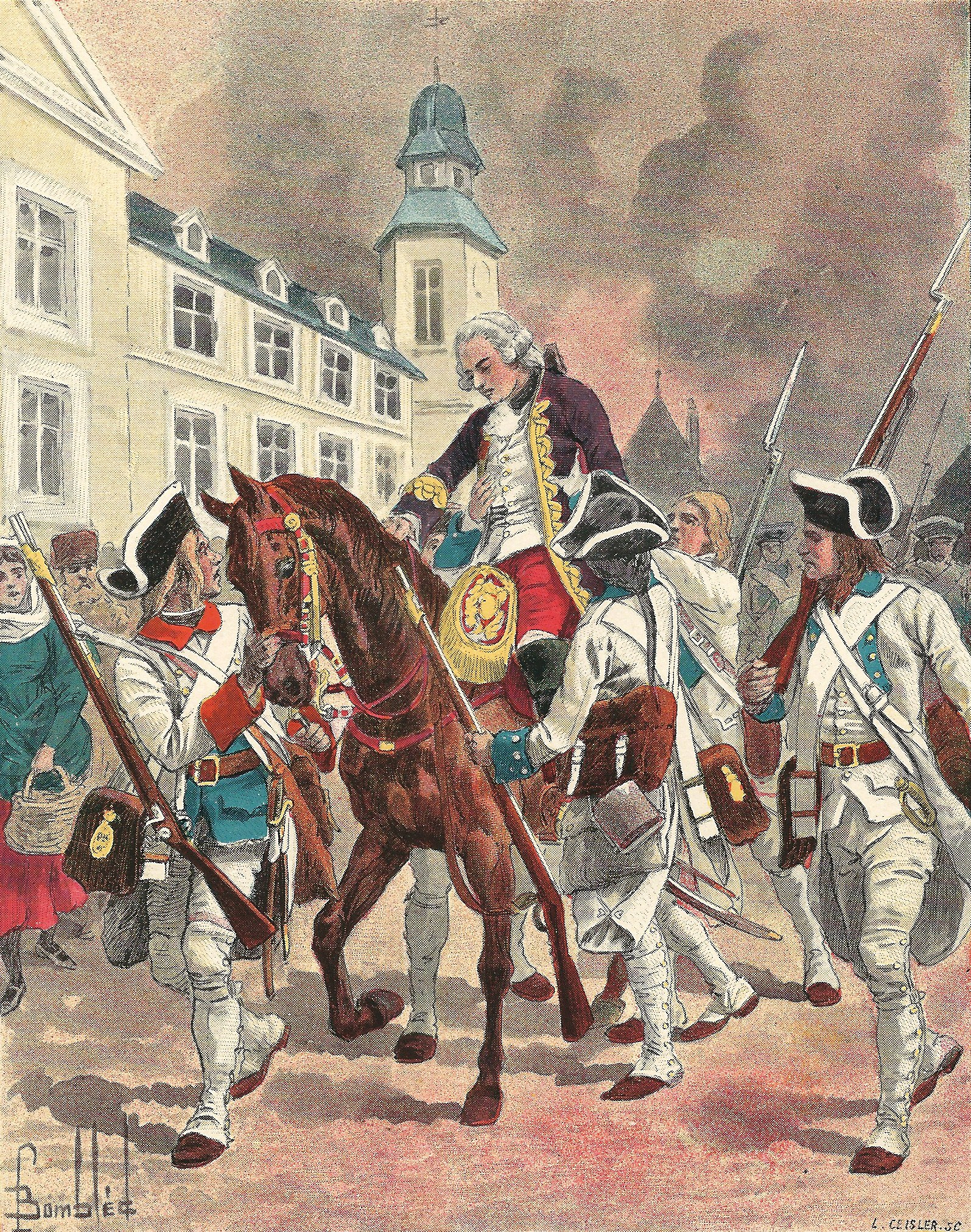
Montcalm blessé est ramené à Québec
aquarelle de Louis Bombled.

Les deux armées souffrent d'à peu près le même nombre de pertes : 658 du côté britannique et 644 du côté français.
Le gros des pertes françaises survient au cours de la bataille rangée alors que les Britanniques subissent le gros de leurs pertes aux mains des miliciens canadiens et des Autochtones qui couvrent la retraite des soldats de la métropole.
La bataille dure 15 minutes si l'on ne tient compte que de la charge française qui commence à 10h. En tenant compte de l'ensemble des événements qui s'enchaînent à compter de 10h, les deux charges de la bataille rangée, la française et la britannique, de même que la fusillade d'environ 1h30 entre les Britanniques et les francs-tireurs canadiens et autochtones, la bataille dure plutôt deux heures. L'historien D. Peter McLeod, qui considère l'ensemble des événements militaires de la journée, de l'attaque de l'avant-poste de Vergor à 4h le matin jusqu'aux derniers coups de canon qui forcent la retraite des soldats britanniques à l'embouchure de la St-Charles à 12h, juge que la bataille des Plaines d'Abraham a duré environ huit heures.

#### Mort des généraux
La mort du général Montcalm et celle du général Wolfe surviennent à peu près au même moment, alors que les Français retraitent et que les Britanniques les poursuivent.
Wolfe subit trois blessures par balle : il est d'abord atteint au poignet droit. La balle lui arrache les doigts, qu'il couvre d'un mouchoir avant de reprendre le pas. Il est ensuite atteint d'une balle à l'abdomen et une autre à la poitrine, côté droit. Il s'effondre peu de temps après. À 11 h, son corps était déjà à bord du HMS Lowesoft.
Montcalm chevauche vers la ville lorsqu'il est atteint au bas du dos. Trois soldats qui accourent vers lui l'empêchent de tomber de son cheval. Arrivé dans la ville de Québec, il est transporté chez le chirurgien André Arnoux. Ce dernier est en service au lac Champlain, c'est donc un autre chirurgien qui examine Montcalm et conclut qu'il survivra peut-être jusqu'à 3 h, le matin du 14 septembre. Il décède vers 4 h et est enterré à 20 h, dans une fosse « faite sous la chaire par le travail d'une bombe » dans l'église des Ursulines.

## Conséquences

### Abandon de Québec
La conséquence la plus immédiate de la bataille de l'avant-midi du 13 septembre est la décision par l'armée française de quitter le camp de Beauport. Cette décision signifie que la ville de Québec est abandonnée à la seule protection de sa garnison de quelque 2 100 hommes. Le conseil de guerre que tient Vaudreuil dans l'après-midi oppose Vaudreuil et Bigot, qui veulent rassembler l'armée entière et attaquer au point du jour le lendemain, et les officiers qui ont assisté à l'ensemble de la bataille, qui croient que c'est un mauvais plan. Les officiers proposent d'abandonner le camp de Beauport complètement pour se replier sur la rivière Jacques-Cartier, qui se trouve à 40 km à l'ouest de Québec.
Vaudreuil se résigne au jugement de ses officiers, car il croit que s'il donne l'ordre d'attaquer contre leur opinion unanime, il s'expose « à perdre la bataille et la colonie. »
À 21 h, les troupes quittent Beauport par la route de Charlesbourg, laissant derrière eux leurs bivouacs et ne transportant qu'un minimum de rations et de munitions.
Ce qui reste de l'armée française construira le fort Jacques-Cartier, sur la rive ouest de la rivière Jacques-Cartier ; plusieurs soldats et miliciens y passeront l'hiver pour bloquer toute tentative de passage par l'armée anglaise.

### Début du siège terrestre

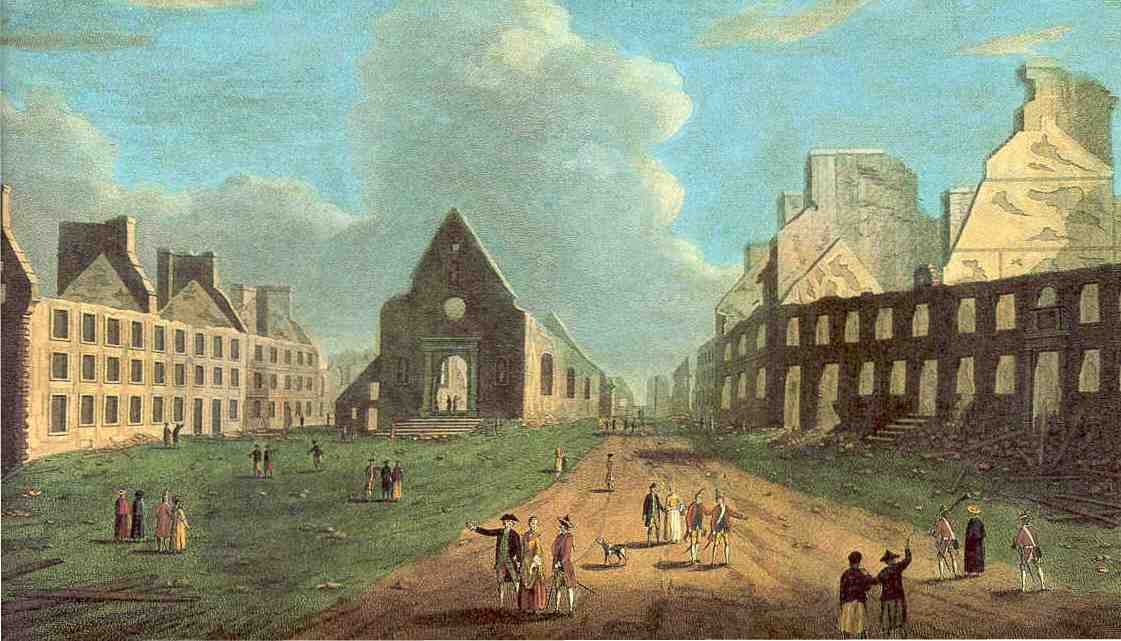
L'église Notre-Dame-des-Victoires, détruite en 1759, gravure de Richard Short, 1761.

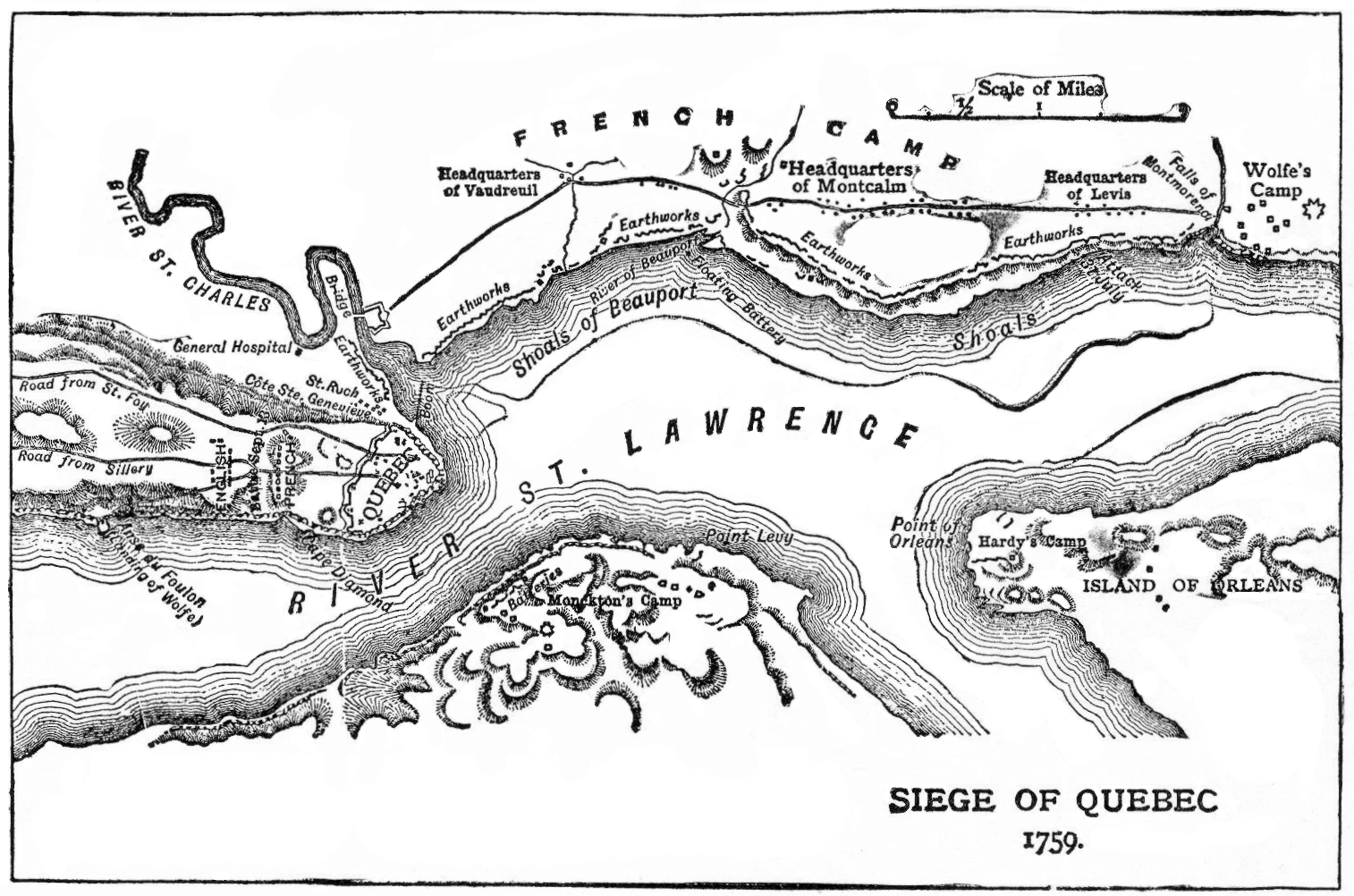
Carte du siège de Québec.

À la mort de Wolfe, le commandement revient naturellement au brigadier-général Robert Monckton, l'officier en second. Cependant, celui-ci est gravement blessé et on le transporte hors du champ de bataille. En conséquence, les soldats britanniques sont désormais sous les ordres du brigadier-général George Townshend, qui commence les préparatifs du siège terrestre de Québec, sous la supervision de Monckton et avec le concours de la Marine royale de Saunders.
Townshend fortifie sa position de diverses façons et vers 22 h envoie un détachement de 200 soldats prendre l'Hôpital Général pour y installer son commandement. Le matin du 14 septembre 1759, la marine britannique travaille à transporter de nombreuses pièces d'artillerie sur les Buttes-à-Neveu. Trois jours plus tard, elle y a amené 60 canons, 58 mortiers et obusiers.
Jean-Baptiste-Nicolas-Roch de Ramezay, qui sort tout juste de l'hôpital pour reprendre ses fonctions, apprend à 18 h que l'armée quitte les lieux. Vaudreuil lui donne des instructions dans le cas où sa garnison se verrait forcée de capituler par manque de vivres.
En plus de l'abandon de l'armée, de Ramezay est confronté à un problème auquel il n'est pas préparé : les résidents de Québec qui se sont réfugiés dans les faubourgs pour se mettre à l'abri des bombes lancées de la Pointe-Lévy depuis juillet, sont revenus en masse depuis la bataille de l'avant-midi du 13 septembre sur les plaines. De Ramezay se retrouve subitement responsable de nourrir 2 700 bouches de plus.
Dans la position critique où il se trouve, il prend la décision de ne pas informer ses hommes du départ de l'armée et le fait qu'elle a décampé en laissant les bivouacs derrière elle réussit à les tromper jusqu'au lendemain. Le capitaine Louis-Thomas Jacau de Fiedmont, commandant de l'artillerie, dirige trois canons et deux mortiers en direction des plaines d'Abraham, au-delà des Buttes-à-Neveu. La configuration du mur ouest n'est pas conçu pour tirer avec des canons vers les plaines, mais plutôt pour tirer en enfilade, parallèlement au mur sur des ennemis qui s'en approcheraient. Fiedmont doit donc percer de nouvelles embrasures pour tirer vers les plaines. Même s'il n'est pas en mesure de savoir exactement où les bombes tombent une fois passées les Buttes, son artillerie soutient un feu constant durant la nuit du 14 au 15 septembre. Lorsque l'absence totale de mouvement au camp de Beauport durant toute la journée du 14 septembre fait comprendre la situation aux soldats, l'effet sur le moral est dévastateur.
La garnison que commande de Ramezay consiste en 345 soldats des troupes de terre, 130 soldats des troupes de la marine, 19 artilleurs, 820 miliciens et 740 matelots. De Ramezay lui-même et la plupart des hommes en service croient impossible de défendre la ville avec succès sans l'appui de l'armée. Au peu d'espoir dans le succès du siège s'ajoute également la crainte des conséquences que pourraient avoir un assaut de l'armée britannique sur la population réfugiée dans la ville, c'est-à-dire, dans bien des cas, les femmes, enfants et parents des hommes en service.

### Capitulation
Le 15 septembre, une assemblée de 24 notables de Québec (dont des commerçants, des officiers de milice et des fonctionnaires) se tient dans la résidence (en partie détruite) de François Daine, lieutenant général de la Prévôté de Québec. Les membres de l'assemblée signent une requête demandant à de Ramezay de négocier la reddition de Québec. Daine remet la requête à de Ramezay en main propre le jour même.
De Ramezay réagit à la requête en tenant un conseil de guerre dans lequel il demande aux 14 officiers présents de coucher leur opinion par écrit, après leur avoir communiqué les ordres de Vaudreuil et fait savoir, par la bouche de Cadet, que la ville dispose de quatre jours de pleines rations, ou huit jours de demi-rations. Mis à part Fiedmont qui conseille de réduire les rations au minimum pour « pousser la défense de la place jusqu'à la dernière extrémité. », tous conseillent la capitulation dans les termes les plus honorables,. De Ramezay se range avec la majorité et décide qu'il est temps de négocier.
Le 16 septembre, de Vaudreuil dépêche Thisbé de Belcourt à la tête d'un détachement de 30 cavaliers pour informer de Ramezay que l'armée s'apprête à revenir, dès que de Lévis sera sur place. Un cavalier revient le jour même pour transmettre la réponse du capitaine Armand de Joannès, l'adjudant de Ramezay, que ce dernier a envoyé avec Magnan pour constater la situation de l'armée et en faire rapport. Le message que Vaudreuil reçoit de Joannès l'informe que Québec s'apprête à capituler.
De Lévis, qui reçoit l'ordonnance de Vaudreuil le matin du 15 septembre, alors qu'il est à Montréal, arrive au camp à l'embouchure de la rivière Jacques-Cartier à 10 h le matin du 17 septembre. Il prend immédiatement le commandement des troupes de terre. Il croit, comme Vaudreuil, qu'il faut attaquer sans plus tarder pour reprendre la ville coûte que coûte ou alors, si c'est impossible, la détruire en entier pour que l'ennemi ne puisse y passer l'hiver. L'armée se met en route le jour même.
À peu près au même moment, de Ramezay se prépare à ouvrir la négociation, mais Joannès s'objecte. Joannès, qui a appuyé la capitulation avec les 12 autres officiers le 15 septembre, a maintenant changé d'avis. De Ramezay accepte de repousser l'échéance. Belcourt arrive avec ses cavaliers au cours de la journée et informe la garnison que l'armée est déjà en route et que des vivres arriveront sous peu.
À 15 h, de Ramezay hisse le drapeau blanc et envoie Joannès au camp britannique pour proposer la capitulation. La capitulation est acceptée en entier sauf pour un article permettant à la garnison de réintégrer l'armée française. Les Britanniques veulent plutôt transporter la garnison dans un port français situé hors du pays. Joannès retourne ensuite à Québec avec une copie de la capitulation modifiée afin de la faire approuver par de Ramezay, qui renvoie Joannès au camp britannique à 22 h 30. Juste comme Joannès sort de la ville par la porte St-Louis, le capitaine de Rochebeaucourt entre par la porte du Palais avec 100 cavaliers transportant des poches de biscuits mouillées par la pluie. De Ramezay informe le capitaine qu'il est déjà trop tard.
Le matin du 18 septembre, de Ramezay et Townshend signent la capitulation de Québec dans le camp britannique. Le soir, l'armée britannique prend possession de la forteresse de Québec. Le colonel George Williamson de l'artillerie royale hisse l'Union Jack au-dessus des murs de Québec à 15 h 30.

## Commémoration
De nombreux monuments, plaques et noms de lieux commémorent la bataille du 13 septembre ou ses principaux protagonistes dans différents endroits du monde.
Une plaque installée en 1997 au jardin de Saint-Roch rappelle les exploits des miliciens canadiens et acadiens,. À Brest (Finistère) une plaque a été dévoilée en 2009 au jardin de l'Académie de Marine pour marquer le départ de Brest de 7 800 soldats et marins vers la Nouvelle France, et le 250e anniversaire de la mort de Montcalm.